# Senat Alaski
Senat Alaski (ang. Alaska Senate) – izba wyższa parlamentu stanowego Alaski. Liczy dwudziestu członków, co czyni z niego najmniejszą stanową izbę wyższą w całych Stanach Zjednoczonych. Senatorowie wybierani są na czteroletnie kadencje, przy czym co dwa lata odnawiana jest połowa składu. Wybory przeprowadzane są w jednomandatowych okręgach wyborczych oznaczonych literami, z zastosowaniem ordynacji większościowej. Nie ma limitu liczby reelekcji senatora (takie rozwiązanie jest stosowane w niektórych innych stanach).
Od 2006 w Senacie Alaski funkcjonuje koalicja, co jest zjawiskiem rzadko spotykanym w amerykańskiej polityce. W jej skład wchodzą wszyscy senatorowie demokratyczni oraz część senatorów republikańskich. W obecnej kadencji (2009-10) kontroluje ona 16 na 20 mandatów. Opozycję tworzy czterech pozostałych Republikanów.
Senat zbiera się na posiedzeniach na stanowym Kapitolu, zlokalizowanym w stolicy stanu, Juneau.